# Matagami
Matagami ist eine Stadt im Südwesten der kanadischen Provinz Québec. Die Stadt liegt in der regionalen Grafschaftsgemeinde (municipalité régionale de comté) Jamésie und wurde 1963 gegründet, nachdem in der Umgebung Ablagerungen entdeckt worden waren.
Nördlich der Stadt liegt der gleichnamige See, Lac Matagami.
Matagami ist Ausgangspunkt der 620 km langen Route de la Baie James nach Radisson, die in den frühen 1970er Jahren zur Erschließung der Baustellen des Baie-James-Wasserkraftprojekts errichtet wurde.

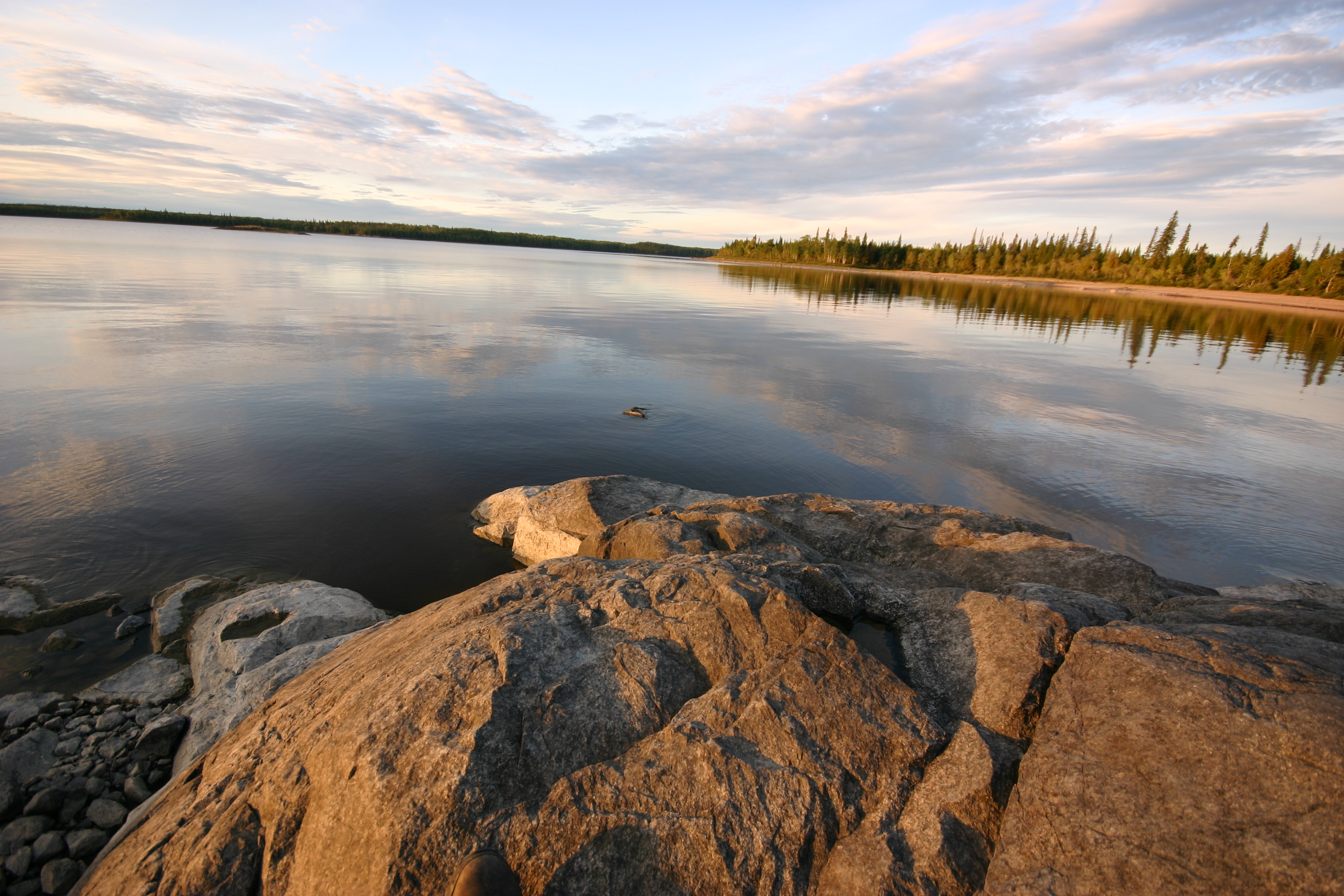
Lac Matagami

## Persönlichkeiten
- Marianne Limpert (* 1972), Schwimmerin